# Fred Kopietz
Fred Kopietz est un animateur américain ayant travaillé de 1930 à 1940 pour Walter Lantz Productions puis à partir de 1945 pour les studios Disney

## Filmographie
- 1930 : The Village Barber, non crédité
- 1931 : The Soup Song, non crédité
- 1933 : Merry Dog
- 1933 : The Lumber Champ
- 1933 : King Klunk
- 1933 : She Done Him Right
- 1933 : The Merry Old Soul
- 1934 : 'Wolf! Wolf!'
- 1934 : 'Wax Works'
- 1934 : Jolly Little Elves
- 1934 : Toyland Premiere
- 1935 : Candyland
- 1935 : Springtime Serenade
- 1935 : Three Lazy Mice
- 1935 : Bronco Buster
- 1935 : Quail Hunt
- 1935 : Monkey Wretches
- 1935 : Doctor Oswald
- 1936 : Alaska Sweepstakes
- 1936 : Battle Royal
- 1936 : Gopher Trouble
- 1936 : Knights for a Day
- 1937 : Lumber Camp
- 1937 : The Wily Weasel
- 1937 : The Playful Pup
- 1937 : The Air Express
- 1938 : Tail End
- 1938 : The Rabbit Hunt
- 1939 : The Magic Beans
- 1939 : 'A Haunting We Will Go'
- 1940 : Andy Panda Goes Fishing
- 1945 : Cured Duck
- 1946 : Donald et son double (Donald's Double Trouble)
- 1946 : Dumb Bell of the Yukon
- 1947 : Sleepy Time Donald
- 1947 : Crazy with the Heat
- 1948 : The Trial of Donald Duck
- 1958 : Paul Bunyan
- 1959 : La Belle au bois dormant (animateur personnage)
- 1959 : How to Have an Accident at Work
- 1961 : Donald and the Wheel